# Weseruferpark Rablinghausen
Der Weseruferpark Rablinghausen liegt in Bremen im Stadtteil Woltmershausen, Ortsteil Rablinghausen direkt an der Weser.

## Geschichte
Auf diesem Gebiet lag das im 13. Jahrhundert erstmals erwähnte Dorf Lankenau. Es wurde bedingt durch die der Weservertiefung und durch die Anlage des Neustädter Hafens eingeebnet. Bei der  Anlage des Hafens links der Weser wurde der aus der Weser ausgebaggerte Sand in einer Dicke von etwa fünf bis sieben Metern aufgespült und mit einer Schicht Mutterboden bedeckt.
Der ca. 22 Hektar große Weseruferpark wurde von 1970 bis 1974 nach Plänen des Hamburger Architekten Karl-Georg Lindenlaub angelegt. Die langgestreckte Grünanlage mit den Wegen auf dem Deich von der Hanseatenkampfbahn in Woltmershausen bis zum Lankenauer Höft wird maritim begleitet von der Weser und den Hafenanlagen. Maritime Elemente, wie Anker, Schiffsschrauben, Tonnen oder Bojen sind über den gesamten Park verteilt und erinnern die Besucher an die Hafenzeit. Die Artenvielfalt mit 112 Arten  aus 32 Familien ist beachtlich. Eine Straße führt zum Lankenauer Höft, heute eine Gaststätte und ein Hafengebäude mit weitem Blick.
Das Lankenau-Monument aus Corten-Stahl von 1975 stammte von Hans-Jürgen Breuste und wurde schon Mal ironisch „Schrottkiste“ genannt. Das Monument mit seiner Größe von 10 m × 8 m × 4 m sollte in seiner weiträumigen Umgebung einen Bezug zu der Gröpelinger Weserseite herstellen, als früheren Werft- und Industriestandort. Es musste durchrostet 2006 abgebaut werden.
2006 entstand ein Spiel- und Wassergarten. Der 300 Meter lange Badestrand an der Weser ist seit 2009 nutzbar. Eine kleine eiserne Kogge von Hans-Dieter Tietjen erinnert an den Fundort der Bremer Kogge von 1380, die im Deutschen Schifffahrtsmuseum in Bremerhaven zu sehen ist.
2012 wurde ein Disc Golf Parcours mit 18 Bahnen im Weseruferpark fertiggestellt. Die Anlage ist öffentlich bespielbar.